# Mount Lefroy
Mount Lefroy är ett berg i Kanada.   Det ligger i provinsen Alberta, i den centrala delen av landet, 3 000 km väster om huvudstaden Ottawa. Toppen på Mount Lefroy är 3 423 meter över havet, eller 924 meter över den omgivande terrängen. Bredden vid basen är 25,9 km. Mount Lefroy ingår i Bow Range.
Terrängen runt Mount Lefroy är huvudsakligen bergig. Närmaste större samhälle är Lake Louise, 9,8 km nordost om Mount Lefroy.